# Franz Bäke
Franz Bäke (Schwarzenfels, Alemania; 28 de febrero de 1898 - Hagen; 12 de diciembre de 1978) fue un doctor en odontología y militar alemán, con el grado de mayor general (Standartenführer) de la Wehrmacht que participó en la Segunda Guerra Mundial en la rama de blíndados. Fue considerado un as de blindados a cuya unidad a su mando se le atribuyó la destrucción a lo largo de su carrera en armas de 500 unidades enemigas, principalmente en el Frente del Este.

## Biografía
Franz Bäke nació en Schwarzenfels (Sinntal, Kinzig-Kreis, Hesse) en 1898, a los 17 años se unió como voluntario en las filas del Reichswehr, en el regimiento de infantería n.º 3 recibiendo instrucción básica, luego fue llevado al frente en las filas del regimiento de infantería n.º 11 y luego fue aceptado como cadete en el regimiento de artillería n.º 7 donde fue herido en dos oportunidades a principios de 1918. Bäke fue desmovilizado como cabo en 1919 con la Cruz de Hierro de Segunda Clase en sus solapas por su valentía en el frente occidental.
Ese año ingresó a estudiar odontología, graduándose en 1922 como dentista y en 1923 logró el grado de doctor en la especialidad ejerciendo la medicina dental por 14 años en la vida civil.
El 1 de abril de 1937, a los 39 años Bäke es aceptado como cadete de reserva en el ejército e ingresa a un batallón de reconocimiento alcanzando en el grado de aspirante a oficial de reserva Aufklärungs - Abteilung n.º 6 obteniendo el grado de teniente segundo de la reserva del ejército.
En 1938, Bake forma parte de las filas del regimiento antitanque Panzer-Abteilung 65, y es asignado como líder de pelotón Abt.
Participa en la Invasión de los Sudetes como comandante de un pelotón.

### Inicios de la SGM
Durante la campaña de Polonia, su unidad es adjuntada a la Werner Kempf 1. leichte-Division y participa junto a la División de Werner Kempf hasta el final de la campaña.
Es ascendido a teniente primero al final de la campaña y el 1 de noviembre de 1940 alcanza el grado de capitán (de reserva), su unidad el Panzerabwehr-Abteilung (recuperación de tanques dañados) n.º 65 adscrito al VI Ejército captura un puente intacto en Arques sobre el río Mosa durante la campaña francesa siendo herido en dos oportunidades y galardonado con la Cruz de Hierro de Primera Clase.

#### Frente Oriental
El 1 de agosto de 1941 es ascendido al grado de mayor y es adscrito al personal del 11.º Regimiento de la División Panzer N.º 6 (en las mismas funciones) y destinado al frente oriental en Leningrado durante el desarrollo de la Operación Barbarroja donde participa en los intensos combates por la conquista de ese importante bastión soviético.
Bäke tiene la difícil misión de conducir a sus hombres a la primera línea de combate durante la noche para poder recuperar los tanques dañados sin que el enemigo en las cercanías se entere, remolcarlos y llevarlos a los mecánicos para que estos puedan ponerlos en condiciones de combate en menos de 24 horas.

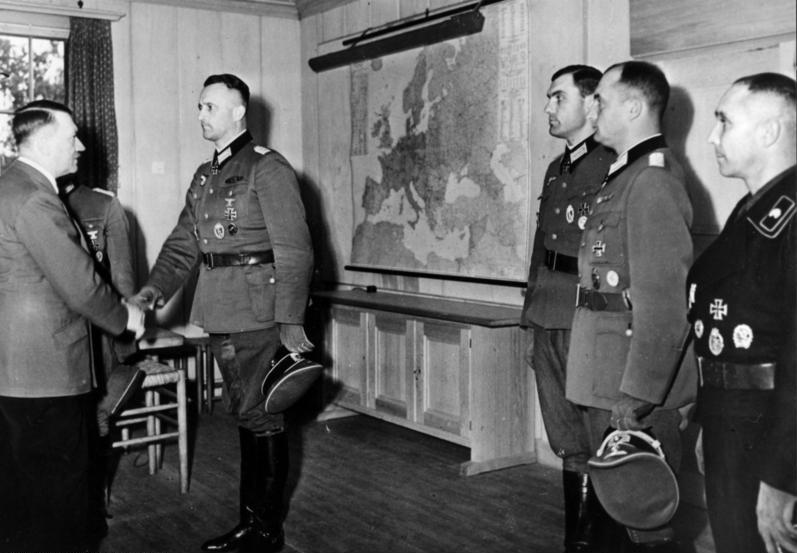
Franz Bäke (de uniforme negro a la extrema derecha) junto a Walter Lange, Theodor Tolsdorff y Günther Pape en una ceremonia con Hitler en Wolfsschanze durante la imposición de las Hojas de Roble. (15/09/1943)

En octubre de 1941, la 6.ª División Panzer es trasladada al Grupo de Ejércitos Centro y Bake es asignado al Panzergruppe n.º 3 que tiene la misión de abrirse paso en dirección a Moscú siguiendo el Volga, alcanzando esta unidad la distancia de 19 km de la capital soviética bajo crudas condiciones climáticas; sin embargo la la ofensiva fracasa por la dura resistencia soviética. El pelotón de Bake sufre graves pérdidas en hombres y el mismo es retirado del frente por agotamiento y enviado a Francia con una licencia.
El 1 de julio de 1942, se le asigna como comandante del segundo batallón del Regimiento Panzer Abteilung n.º 11 donde se familiariza con su nuevo comando y reconstruye su destrozado pelotón Abt y es enviado a Ucrania. Estando en Ucrania es enviado junto con la División de Erich von Manstein a realizar los intentos de liberar el 6.º Ejército del Paulus en el Kessel de Stalingrado, Bake se devela como un comandante de tanques con grandes aptitudes en la Saliente de Járkov.
El 11 de enero de 1943, se le concede la Cruz de caballero y el 13 de julio de ese año es nuevamente herido de mediana gravedad al realizar valerosas iniciativas en contra de blindados enemigos infligiendo al enemigo grandes pérdidas en blindados.

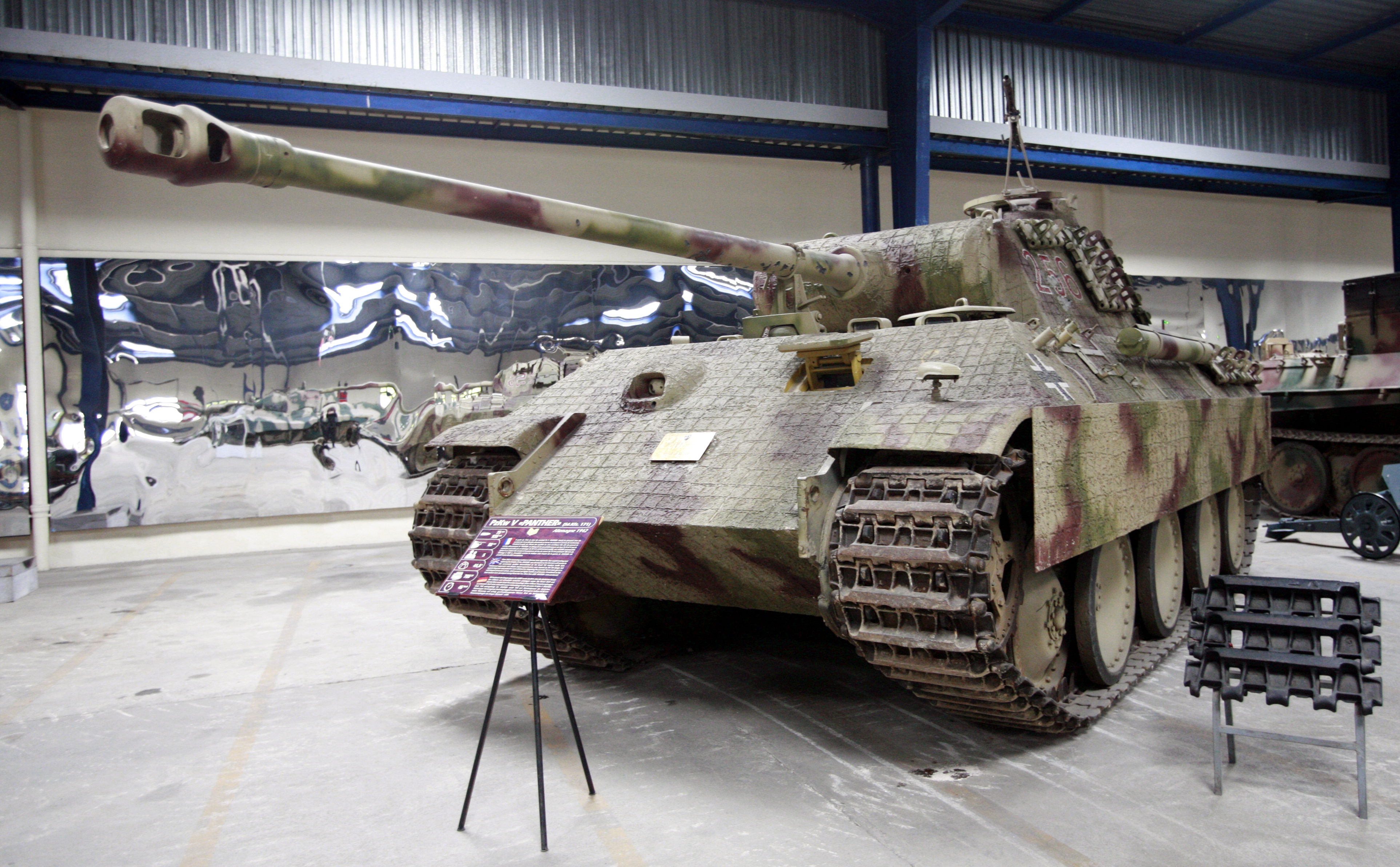
Tanque Panther similar al usado por Bäke

El 1 de agosto de 1943, se le galardona con las Hojas de Roble de la Cruz de Caballero y se le asigna provisionalmente la Comandancia en Jefe del Regimiento Panzer N.º 11 adjunto al VI División de blindados bajo el mando de Erich von Manstein y se le asciende a teniente coronel. Bake se destaca junto a su 6.ª División Panzer en la reconquista de Járkov destruyendo una división soviética blindada completa denominada Grupo Móvil de Popov. La 6.º División es adjuntada a la Armée-Abteilung Kempf.
En vistas de la Operación Ciudadela tendiente a recuperar Kursk, la 6.ª División Panzer es adscrita al 4.º Grupo Panzer Armee bajo las órdenes de Hermann Hoth, Bäke participa en encarnizadas batallas en la ciudad de Belgorod y destaca como comandante de blindados.
El 15 de septiembre de 1943 , Bake junto a su colega, el Dr. Walter Lange, Theodor Tolsdorff y Günther Pape, recibe de manos del mismo Hitler las Hojas de Roble de la Cruz de Caballero en Wolfsschanze (Ver foto superior).
En enero de 1944 se le asigna como comandante de una unidad especial blindada, el regimiento Panzer n.º 503 denominado Schwer Panzergruppe Bake equipado con los nuevos tanques pesados Pantera y algunas unidades Tiger I, dicha unidad además estaba dotada de un regimiento de artillería, y un regimiento Abt (recuperación) de ingenieros mecanizados. Su unidad es adscrita al 3.er. Cuerpo Panzer y es enviada a Ucrania.
La función táctica de esta unidad es actuar como una división-bombero, incitando al enemigo a romper el frente alemán para luego atacar por la retaguardia rompiendo sus líneas de infantería.
Bäke y su unidad participa en la Batalla de Balabonowka en el mismo mes, durando esta cinco días, en la cual se destruyeron la increíble cifra de 267 tanques enemigos, perdiendo los alemanes un solo tanque Tiger y cuatro tanques Panther, Bäke mismo destruyó con su tanque líder en esa oportunidad 4 unidades enemigas alcanzando su cifra personal de 100 unidades destruidas. Por esta acción, Bäke fue honrado con las Espadas de la Cruz de Caballero en febrero y ascendido al grado de coronel de reserva en mayo de ese año.
En febrero de 1944, su unidad es enviada en forma urgente a la zona de Cherkasy para desatorar la retirada de las unidades de Wilhelm Stemmermann que poseía importantes unidades Waffen SS cercadas por el enemigo en el llamado
Cerco de Korsun-Cherkasy, su participación combatiendo a fuertes contingentes de tanques T-34 fue fundamental para mantener abierta una brecha de escape y evitar el total aniquilamiento de miles de soldados de élite, entre ellos unidades del (LSSAH) y miles de Hiwis cercados por fuerzas blindadas de Iván Kónev. La unidad de Bäke en esa acción alcanza una cifra global de 500 unidades enemigas destruidas.
El 13 de julio de 1944 se le asigna como comandante de la brigada panzer n.º 106 (y por un decreto especial del Führer es pasado a soldado de carrera en vez de soldado de reserva, ya que en este escalafón ya no puede tener más ascensos) recibiendo capacitación como comandante en marzo de 1945 en la academia de guerra de la Wehrmacht, Bäke es ascendido a mayor general siendo uno de los oficiales más jóvenes en ostentar ese grado.

#### Frente Occidental
Bake es asignado a la Academia de Baden y se le asigna el comisionamiento de la Brigada 106.Panzer-Feldherrnhalle adscrita a la 13.ª división Panzer Feldherrnhalle, compuesta por soldados de sanidad, ex-SA y se le denomina brigada SA-SA-Standartenführer Sanitäts. Esta unidad estaba fuertemente equipada con tanques Panther y un batallón de infantería con poca experiencia en combate.
Entre el 7 y 8 de septiembre de 1944, Bake y su unidad se enfrentan a las veteranas fuerzas de la División 90a. de Infantería estadounidense pertenecientes al III Ejército del General George S. Patton en Aumetz y son derrotados bajo aplastante condiciones de inferioridad sufriendo crecidas pérdidas en materiales y hombres.
En enero de 1945 es nombrado comandante en jefe de la División Panzer Feldherrnhalle 2 con el grado de mayor general (Standartenführer) y enviado a combatir en Hungría y Checoeslovaquia. El 8 de mayo de 1945, Bake y el resto sobreviviente de su unidad se rinden ante los norteamericanos.

### Vida final
Fue tomado prisionero y permaneció en un campo de prisioneros oficiales de alta graduación hasta 1947.
Bäke volvió a ejercer la profesión de odontólogo, falleciendo en un accidente en Hägen el 12 de diciembre de 1978 a sus 80 años. Fue enterrado con honores por miembros de la Bundeswehr.